# Vachiravit Paisarnkulwong
Vachiravit Paisarnkulwong (วชิรวิชญ์ ไพศาลกุลวงศ์), noto anche con lo pseudonimo di August (ออกัส) (Bangkok, 31 agosto 1996), è un attore televisivo e modello thailandese, conosciuto in particolare per il ruolo di Pete in Love Sick: The Series - Rak wun wai run saep.

## Filmografia

### Televisione
- Love Sick: The Series - Rak wun wai run saep - serie TV (2014-2015)
- Ghost Wave - The Series - serie TV, 13 episodi (2015)
- Rak + krian nakrian 4 phak - Part of Love - serie TV, 17 episodi (2015)
- Nong mai rai borisut - serie TV (2016)
- U-Prince Series - serie TV, 6 episodi (2017)
- Tawan yor saeng - serie TV (2017)
- Behind The Sin - The Series - serie TV (2018)
- Notification - Tuean nak.. rak sa loei - serie TV, 8 episodi (2018)
- Chaat seur pan mungkorn - serie TV (2018)
- Krong karm - serie TV (2018)

## Discografia

### Singoli
- 2014 - Yahk gep tur wai tung saung kon
- 2015 - Yak bok rak (con Saranthon Klaiudom)
- 2015 - Fun, chun, tur (con Tanont Chumroen)

## Premi e candidature
TUTV Awards
- 2015 - Giovane POP dell'anno

Daradaily Digital Gen Awards
- 2015 - Miglior stella digitale dell'anno[1]

OK! Awards
- 2015 - Cast più piccante per Love Sick - The Series[2]

ZEN Stylish Awards
- 2015 - Voto popolare per Love Sick - The Series[3]

Mekkala Awards
- 2016 - Premio stella nascente per Love Sick - The Series[4]

Kazz Awards
- 2016 - Nuova stella maschile popolare[5][6]

National Abstention Day
- 2017 - Individuo eccezionale in prevenzione e controllo di consumo alcolico[7]

Maya Awards
- 2017 - Candidatura Stella nascente maschile per Tawan Yor Saeng[8]

Thailand Master Youth
- 2018 - Premio giovane modello di comportamento

Daradaily The Great Awards
- 2018 - Candidatura Stella nascente maschile dell'anno[9]